# Paramillo el Cisne
El Paramillo el Cisne, anteriormente conocido como Nevado del Cisne, es un estratovolcán activo ubicado en la Cordillera Central, en los Andes colombianos, dentro del parque nacional natural Los Nevados.Su altura es de 4.636 metros sobre el nivel del mar.
Presenta un domo basáltico y andesítico, derivados de su actividad volcánica de tiempos remotos. Forma un pequeño complejo volcánico con el Morro Negro, Actualmente aunque existen registros sobre actividad volcánica reciente, el volcán se encuentra con un comportamiento estable. Debido al calentamiento global, Desde la década de 1960, las nieves perpetuas que antes cubrían la cumbre han desaparecido, y ahora no se le considera un verdadero nevado, por eso ha tomado el nombre de Paramillo, junto con el Santa Rosa, que ya no poseen un casquete glacial permanente sino estacional.
Si bien se le considera un volcán inactivo, en los últimos años ha presentado actividad sísmica. Ejemplo de ello es un sismo ocurrido en su interior (profundidad de entre 4 y 5 km) el 30 de julio de 2017.

## Geología
El complejo volcánico Cisne–Morro Negro, también conocido como Paramillo del Cisne, fue definido como un complejo activo por la Central Hidroeléctrica de Caldas S.A. (1983), y está compuesto por al menos cinco centros de emisión y dos edificios volcánicos con morfología reciente: El Cisne y El Morro Negro, separados por cerca de un kilómetro hacia el este.
El complejo se edificó sobre fases previas de actividad volcánica del sistema Nevado del Ruiz–Santa Isabel y sus productos están compuestos principalmente por coladas de lava. A pesar de la ausencia de erupciones documentadas, se considera un volcán activo debido a su actividad sísmica asociada.

## Glaciares
El complejo volcánico Cisne–Morro Negro, particularmente el edificio conocido como Paramillo del Cisne, se encuentra a una altitud aproximada de 4.636 m s. n. m., lo cual lo situaba por encima de la línea de nieve durante el Pleistoceno. Durante el último máximo glacial, hace unos 20.000 años, se estima que la línea de nieve en los Andes colombianos se encontraba cerca de los 3.900 m, por lo que es probable que el complejo haya estado cubierto por glaciares en esa época.
En tiempos recientes, el Paramillo del Cisne fue reportado como nevado hasta la década de 1960, cuando sus glaciares desaparecieron como consecuencia del calentamiento global. De acuerdo con el USGS, este volcán tenía cobertura de nieve o firn a comienzos del siglo XX, pero actualmente no conserva masas glaciares activas.